# Walid Dagajew
Walid Szytajewicz Dagajew ros. Валид Дагаев (ur. 30 czerwca 1940 we wsi Nowyje Ałdy k. Groznego, zm. 22 września 2016 tamże) – czeczeński pieśniarz i kompozytor.

## Życiorys
Rodzina Dagajewa w 1944 podzieliła los tysięcy Czeczenów i została deportowana do Kazachstanu. 20 kwietnia 1957 Walid wraz z bratem Chamzatem wzięli udział w konkursie dla młodych talentów w Ałma-Acie. Konkurs przyniósł zwycięstwo Walidowi, który wkrótce rozpoczął występy jako solista Państwowego Zespołu Pieśni i Tańca Czeczeńsko-Inguskiej ASRR. W 1968 przeszedł do zespołu Państwowej Filharmonii Czeczeńsko-Inguskiej ASRR, w której występował jako solista. Należał do najbardziej rozpoznawalnych pieśniarzy czeczeńskich. Pisali dla niego teksty najwybitniejsi ówcześni poeci czeczeńscy: M. Mamakajew, M. Gadajew, A. Sulejmanow i M. Dikajew. W repertuarze Dagajewa znajdowały się także pieśni gruzińskie, kazachskie, kałmuckie i rosyjskie.
W 1972 zdobył główną nagrodę we wszechrosyjskim konkursie dla wokalistów, organizowanym w Rostowie nad Donem. Rok później otrzymał tytuł Zasłużonego Artysty RFSRR. Listę wyróżnień uzupełnia tytuł Ludowego Artysty RFSRR, który otrzymał w 1988 oraz Order Achmata Kadyrowa (2016).
W latach 2000-2004 brał aktywny udział w przygotowaniach do festiwali, organizowanych pod hasłem Pokój dla Kaukazu. W 70 rocznicę urodzin Dagajewa, w Groznym zorganizowano specjalny koncert dla uczczenia jubilata. W czasie koncertu doszło do nieudanego zamachu terrorystycznego na Ramzana Kadyrowa, obecnego na koncercie Dagajewa. Zamachowiec zdetonował ładunek w trakcie legitymowania, przed salą koncertową.